# Fixsenia cyri
Fixsenia cyri är en fjärilsart som beskrevs av Yuri P. Nekrutenko 1978. Fixsenia cyri ingår i släktet Fixsenia och familjen juvelvingar. Inga underarter finns listade i Catalogue of Life.